# Hegedűs Endre
Hegedűs Endre (Hódmezővásárhely, 1954. szeptember 16. –) Kossuth- és Liszt Ferenc-díjas zongoraművész és zenepedagógus.

## Élete
Tanulmányait szülővárosában, a Liszt Ferenc Ének-zenei Általános és a Zeneiskolában Kovács Pálné zongoratanár növendékeként kezdte. Érettségi után 1973-ban felvételt nyert a Liszt Ferenc Zeneművészeti Főiskolára, ahol 1980-ban kapott zongoraművész és tanári diplomát. Tanárai voltak: Antal István, Kocsis Zoltán, Rados Ferenc, Schiff András és Hajdú Anna.
Tanulmányait követően gyakran vett részt Bruno Leonardo Gelber és Vásáry Tamás mesterkurzusain. Tíz nemzetközi zongoraverseny díjazottja: többek között I. helyezést kapott Monzában a Rina Sala Gallo versenyen és Morcone városában a Rahmanyinov Nemzetközi Zongoraversenyen Olaszországban. II. díjazottja a Sydney Nemzetközi Zongoraversenynek Ausztráliában és a Milánói Scala Dino Ciani versenynek.
1999-től 12 éven át tanított zongorát és kamarazenét a Zeneakadémia Tanárképző Intézetében.
Szólistaként és kamaraművészként rendszeresen hangversenyezik itthon és külföldön. Eddig több mint 2300 alkalommal lépett a közönség elé. Nagy sikerrel vendégszerepelt Európa számos országában, illetve Ausztráliában, Japánban, Dél-Koreában, Kanadában és az Egyesült Államokban. A magyar közszolgálati televíziók az elmúlt évek során tizenhét élő koncertfelvételt készítettek vele, továbbá a Japán Állami Televízió 1997-ben egyórás műsorban sugárzott részleteket tokiói hangversenyéből.
Feleségével, Hegedűs Katalinnal gyakran lépnek fel négykezes és kétzongorás művek előadásával Magyarországon és külföldön egyaránt

## Díjai, kitüntetései
- Rina Sala Gallo, Monza – Első díj (1981)
- Nemzetközi Zongoraverseny, Sydney – Második díj (1982)
- Dino Ciani Verseny, milánói Scala – Második díj (1986)
- Rachmaninov-Verseny, Morcone – Első díj (1987)
- Nemzetközi Liszt Hanglemez Nagydíj (1993)
- Cziffra-György díj (1997)
- Liszt Ferenc-díj (2000)
- Budafok-Tétény, Budapest XXII. kerület Önkormányzata – Kultúra 22 díj (2002)
- Köztársasági Elnöki Érdemérem (2004)
- "Rendületlenül", A Magyar Szellemi Védegylet elismerése (2007)
- Bessenyei Ferenc-díj (2010)
- Budafok-Tétény, Budapest XXII. kerület díszpolgára (2011)
- A Magyar Köztársasági Érdemrend lovagkeresztje (2011)[1]
- Budapestért díj (2012)
- Széchenyi Irodalmi és Művészeti Akadémia tagja (2013)
- Kossuth-díj (2014)

### Családja
Nős, felesége Hegedűs Katalin. Három gyermekük van: Márton (1986), Anna (1989) és Bertalan (1991).

### Nyelvismerete
Hegedűs Endre több nyelven beszél: a magyaron kívül angolul, németül, olaszul és japánul tanítja növendékeit külföldön és itthon egyaránt.